# Afterlife (videojuego)
Afterlife es un videojuegos de estrategia tipo dios lanzado por LucasArts en 1996, que sitúa al jugador en el papel de un ser semi-omnipotente conocido como Demiurgo, con el trabajo de crear un cielo e infierno funcionales para recompensar o castigar a tus seguidores, primeramente, construyendo edificios en ambos sitios para que las almas puedan habitarlos. Para realizarlo, el jugador debe vigilar los pecados y las buenas obras de los ciudadanos. 
Los jugadores son responsables por el trabajo que hacen, sin embargo, son visitados de vez en cuando por los jefes. El jugador también tiene la asistencia de dos asesores: Aria BuenHalo, un ángel que se comporta como criatura y miembro de GreenPeace, y  Jasper Versidad, un demonio empresario intolerante. Aria y Jasper nos advierten cuando las cosas van mal en la otra vida, y ofrecen consejos sobre cómo solucionar los problemas.
El juego es muy satírico y con mucho humor, con varias referencias a la cultura pop (por ejemplo, el envío de una Estrella de la Muerte para destruir edificios si el jugador realiza demasiados trucos, o un "desastre" que es un bailarín al mejor estilo de John Travolta destruyendo las construcciones.

## Pecados y Virtudes
El objetivo principal del juego consiste en proporcionar servicios divinos e infernales para los habitantes de la otra vida. Esta otra vida abastece a un planeta en particular, conocido simplemente como el Planeta. 
Las criaturas que viven en el planeta se llaman embOS, o punto de vista ético organismos maduros biológicamente. Cuando un EMBO muere, su alma, o cosas de la vida sin fin, viaja a la otra vida donde se intentará encontrar una adecuada "estructura de destino". Las estructuras de destino son lugares donde las almas son premiadas o castigadas, según proceda, para la virtudes o pecados que ellos practicaban cuando estaban vivos.
Los siete pecados y sus virtudes correspondientes se basan en los siete pecados capitales, y son los siguientes.
Pecados:
- Envidia (color verde)
- Avaricia (color amarillo)
- Gula (color naranja)
- Pereza (color marrón)
- Orgullo (color celeste)
- Ira (color rojo)
- Lujuria (color violeta)

Virtudes:
- Satisfacción (color verde)
- Caridad (color amarillo)
- Templanza (color naranja)
- Diligencia (color marrón)
- Humildad (color celeste)
- Pacifismo (color rojo)
- Castidad (color violeta)[1]

## Creencias
Los caminos que las almas llevarán a través de la vida futura dependerán en gran medida en el principio del "sistemas de creencias" de las almas. En función de estos principios, un alma puede visitar una estructura de destino única o puede ser recompensado / castigado por los pecados o virtudes múltiples. Las creencias también determinar si un alma única visita el cielo o sólo el infierno, o ambos, así como si esta alma se reencarna después de haber recibido su recompensa o castigo final.
A las diferentes creencias se dan las abreviaturas, que se definen a continuación:
- NAAAistas creen que no hay vida después de todo. No tienen ningún efecto en la muerte, más allá de reducir la tasa de entrada.
- AAAAistas creen absolutamente siempre en un más allá, cada alma entrante es un AAAAist.
- HAHAistas creen que el cielo y el infierno los espera, es decir, que van a ir a los dos al cielo y al infierno dónde se premia y se castiga.
- HOHOistas creen que las almas se van al cielo o al infierno solamente y no vuelven.
- OCRAistas creen que sólo en el Reino del cielo y que éste los aguarda, estas almas sólo creen en el cielo y no en el infierno.
- OPRAistas creen que sólo en el Reino del infierno y no en el cielo, el infierno solamente. Son las menos populares.
- SUMAistas éstas almas creen que, dependiendo de a dónde van, o bien será recompensado por todas las virtudes o castigado por todos los pecados en algún momento (o tal vez ambas cosas, si también están HAHAistas).
- SUSAistas éstas almas creen que van a ser castigados o recompensados por solamente un pecado o una virtud, no por varias.
- ALFistas creen que la otra vida dura para siempre, y que las almas no se reencarnan.
- RALFistas creen que la reencarnación siempre y que es parte del destino, que después de almas han recibido su recompensa o el castigo final, serán enviados de vuelta al planeta para volver a intentarlo.

Cada alma que cree en alguna combinación de estos principios, que determina cómo va a viajar a través de la otra vida. Por ejemplo, un HOHORALFSUSAista iría sólo al cielo o al infierno, sería castigado o recompensado en las "estructura de destino", y luego regresaría al planeta a través de la reencarnación. Un HAHAALFSUMAista, por el contrario, viajará a ambas cielo e infierno, sería recompensado y castigado por cada pecado y virtud en las "estructuras de destino" diferentes y, a continuación habitará de forma permanente la estructura de destino que visitó en el pasado.

## El Planeta
Como se mencionó anteriormente, el planeta es simplemente a que se refiere como tal y está poblado por embOS. Como Demiurgo de la otra vida, lector de la influencia y la interacción en el planeta es mínima, pero sigue siendo prudente mantener un ojo en las cosas. Viendo al Planeta nos permitirá la visualización de la distribución actual de los pecados y virtudes, así como los porcentajes de embOS que creen en cada uno de los tipos de creencias. Esta información permite una estimación de cómo será en un futuro el tráfico de almas.
Si el jugador lo desea, puede gastar una cantidad considerable de dinero para influir en un EMBO importante del planeta. Esta influencia puede hacer que el EMBO pueda adoptar uno o más de los pecados o virtudes, así como convencer de que crea en el principio o principios seleccionado. Este EMBO entonces extenderá sus ideales recién descubiertos, lo que provocará un cambio en las creencias y los pecados / virtudes en los alrededores.
Al comienzo del juego, los embOS del planeta estarán en el nivel más bajo de tecnología, que es el fuego. Mientras el juego progresa, las nuevas tecnologías se descubrirán, que van desde la cerámica a la medicina a la aviación, y finalmente culminará en avanzado con el golf. Las nuevas tecnologías ayudarán a la embOS poblar de manera más generalizada en el planeta, lo que significa una población más grande para la otra vida cuando mueren. El desarrollo de las nuevas tecnologías pueden ser asistido ejerciendo influencia sobre un artista o inventor EMBO de la misma manera que embOS pueden ser convencidos de principios nuevos y de pecados y virtudes, como se describe anteriormente. 

## Tipos de Estructuras
Hay muchas estructuras diferentes disponibles en el juego para ayudar al funcionamiento de la otra vida.
- Estructuras de destino: son el componente principal de la otra vida. Están disponibles en ocho variedades: una para cada pecado / virtud, y "genéricas" las estructuras de destino que puede albergar almas de cualquier pecado o la virtud. A diferencia de otros edificios, las estructuras de destino en sí no se construyen, los jugadores se limitan a establecer la zonificación para ellas. Las estructuras se crean por sí mismos cuando las almas empiezan a habitar la zona de influencia. Todas las estructuras de destino comienzan como pequeños edificios de una sola baldosa, pero tienen el potencial de evolucionar hacia estructuras más grandes. Normalmente hay doce diferentes estructuras de cada tipo, el más grande es un edificio de 3x3, pero las estructuras genéricas tienen más posibilidades, la más grande es un edificio de 4x4.
- Puertas: son los medios por los que entran las almas del más allá tanto del cielo como del infierno. Las puertas vienen en diferentes tamaños, puertas más grandes permiten más almas que pasar por la puerta de cada año.
- Estaciones del Karma: son las que conducen a las almas a su reencarnación debiendo estar conectadas a uno o varios portales del karma y a vías del tren del karma, son estructuras permanentes que salpican el paisaje desde el principio del juego.
- Topías: se construyen para albergar a los trabajadores angelicales y demoníacos, para que no tengan que viajar desde otras vidas posteriores. Las topías se conocen como "utopías" en el cielo y "distopías" en el infierno.
- Centros de Formación: se utilizan para entrenar a las almas para que puedan unirse más allá de la fuerza laboral tanto en el cielo como en el infierno.
- Puertos: sirven para transportar almas a través de los ríos, y son el único medio por el cual los ríos del cielo y el infierno se pueden recorrer.
- Bancos: deben ser construidos con el fin de sacar préstamos. Cada banco tiene a disposición una cantidad determinada de dinero para préstamos. Los préstamos son sacados por periodos de 100 años. Al final de ese tiempo, el préstamo debe ser pagado. Las condiciones de pago son diferentes en cada reino. Los bancos celestiales cobran una tasa de interés anual, y si el préstamo no es pagado en 100 años, el banco continúa simplemente cobrando los intereses hasta que el préstamo se paga. En el infierno, no se cobran intereses, pero la suma total del préstamo debe ser devuelto después de 100 años, o el banco comenzará a deducir el dinero directamente de los sueldos anuales al jugador.
- Sifones del infinito: se pueden conectar a las rocas con el fin de "darle poder" a los edificios. Sin el poder de un sifón, las estructuras de destino sólo alcanzarán la mitad de su capacidad potencial.
- Edificios especiales: se dan por llegar cierta cantidad de población en el cielo o el infierno. Hay cinco edificios especiales para cada reino. Cada edificio es uno de los cinco sentidos, por lo que el cielo una exquisita maravilla y en el infierno de un pozo de tortura ese sentido en particular.
- Las estructuras del Limbo: son las tabernas tienen la capacidad de entretener almas por años a la vez. Si un alma no puede encontrar su recompensa o el castigo apropiado (por lo general debido a todas las estructuras de ese tipo están llenos), entonces será considerado "Alma Perdida", que dará lugar a deducciones de pagos pero las Estructuras Limbo mantendrán a éstas almas ocupadas mientras se remedia la situación por la cual se están perdiendo.
- Omnibolges (como se les conoce en el infierno) y Domos del Amor (como se les conoce en el cielo) son los grandes edificios que son capaces de albergar un gran número de almas sin ningún tipo de mantenimiento. Cada bóveda Omnibolge o Domo del Amor es una completa, miniatura cielo o el infierno á sí mismo, lo que significa que son capaces de realizar todas las funciones de ese reino, incluyendo la reencarnación. A éstas estructuras sólo se puede acceder cuando la población del cielo o el infierno ha llegado a 1 mil millones de almas.  En este punto, el juego se puede considerar "terminado" o "ganado" porque estas estructuras no requieren ningún cuidado adicional.

## Vibraciones
La mayoría de los edificios en el más allá producen vibraciones, que son la medida de cómo los edificios se afectan mutuamente. Los edificios pueden producir "buenas vibraciones" o "malas vibraciones". En el cielo, buenas vibraciones son buenas y las malas son perjudiciales, lo cual tiene sentido. El infierno, es exactamente lo contrario las "malas vibraciones" son realmente una buenas, y las "buenas vibraciones" son malas. Las vibraciones afectan principalmente a la evolución de las estructuras de destino. Las estructuras de destino deben estar bajo el tipo apropiado de vibración (bueno en el cielo, lo malo en el infierno) con el fin de evolucionar hacia estructuras más grandes y más eficientes.
Los edificios que recuerdan a las almas de sus vidas pasadas en el planeta, tales como Puertas y Estaciones de Karma, tienden a hacer que las almas en el cielo se encuentren deprimidas y en el infierno más alegres. Estos edificios, por lo tanto, envían vibraciones que no permite que evolucionen correctamente las estructuras. 
Edificios como utopías y distopías, por el contrario, sirven para reforzar los valores de sus respectivos reinos y por lo tanto producen vibraciones en favor de la evolución. Los edificios especiales que se otorgan como premios poner grandes cantidades de vibraciones en favor de la evolución de las estructuras.
Las estructuras del destino varían mucho en el tipo y la fuerza de vibraciones que producen.  Algunas estructuras de producen buenas vibraciones y algunas producen malas vibraciones, y el tipo de onda de un edificio podrá cambiar cuando el edificio se desarrolle. Además, es posible que el edificio más grande y eficiente de un tipo particular podría producir vibraciones anti-evolutivas, lo que significa que a veces es mejor tener estructuras pequeñas, edificios menos eficientes para controlar la situación ambiente.

## Economía y Trabajo
La moneda utilizada en el juego son los peniques. Como Demiurgo, el jugador recibe un recibo de sueldo anual, el monto recibido se basa en una serie de factores. Recibe un cierto número de monedas de un centavo por cada alma que pasa por las puertas del más allá ese año. La cantidad recibida por alma se conoce como la tasa de alma. Por lo tanto, tener muchos edificios pequeños, dará lugar a una tasa de alma menor.  La tasa de alma también dependerá del año en curso en el que se encuentra el juego ya que se espera según corren los años el aumento de la población promedio.
Al principio, todos los trabajadores son importados y deben viajar desde otras vidas posteriores, este es un sistema muy costoso al que habrá que remediar de inmediato si no se desea quedar en la ruina. Los costes pueden reducirse mediante la construcción de topías para los trabajadores, lo que significaría que el viaje entre vidas ya no será necesario. Los costes laborales pueden reducirse aún más por la construcción de centros de formación, que capacitan ALMAS procesados para convertirse en ángeles y demonios. Estos trabajadores de cosecha propia son más baratos que los importados, pero se debe prestar atención a las tasas de aceptación de los centros de formación. Si los centros están configurados para aceptar a cualquiera que se inscriba los trabajadores que se producirán serán de baja calidad y no será tan eficaces como los trabajadores importados. Si los centros de formación son muy selectivos, sólo se tomará lo mejor de lo mejor y los trabajadores resultantes será de mayor calidad que los trabajadores importados, aunque no se producirán demasiados.
Se debe tener cuidado con los Centros de Formación de ángeles y  demonios porque continuarán produciendo nuevos trabajadores a un ritmo constante a menos que se indique lo contrario (igualmente Jasper o Aria indicarán cuando obtuvimos un 90% de ángeles u demonios formados en los centros). Si el jugador obtiene mayor cantidad de trabajadores de los que se necesitan, entonces el exceso de los ángeles y los demonios no tendrán nada que hacer y serán desempleados. Si se aburren durante un tiempo prolongado se iniciará el lanzamiento de incursiones en el reino de lo contrario, es decir, los demonios se iniciará la demolición de edificios en el cielo, y los ángeles se iniciarán la destrucción de las estructuras en el infierno.  Si estas redadas se nos van de las manos, la otra vida puede ser destruida por completo.

## Cosas Malas
Las cosas malas que pueden suceder en la otra vida son similares a los desastres naturales. Su aparición es aleatoria, y pueden ser repelidas por uno de los edificios especiales que se otorgan como premios para los hitos de la población.
- Pájaros del Cielo: Los pájaros vuelan sobre el cielo depositando excrementos que reducen la eficacia de las estructuras por hasta 75 años.
- Los murciélagos del infierno: Los murciélagos vuelan sobre el infierno, depositando guano que reduce la eficiencia de la mayoría de las estructuras por hasta 75 años. Sin embargo, este es el infierno, por lo que el guano de hecho aumenta la eficiencia de las estructuras de destino mientras que está presente. Después de todo, lo único peor que estar en el infierno es estar en el infierno durante la cobertura de guano de murciélago.
- Blues del Cielo: nubes de lluvia cubren el paisaje celestial para  apagarse por completo tomará hasta 75 años.
- El infierno se congela: las secciones del Infierno se congelan y son completamente incapacitadas hasta un máximo de 75 años. Los demonios tienden a construir muñecos de nieve durante este tiempo, que no se puede quitar hasta que la región se descongela.
- Dados del Paraíso: Un par de dados cae en el cielo, destruyendo todo a su paso.
- Disco del Infierno: Un demonio gigante empieza a bailar en el infierno, demoliendo cualquier cosa en su camino.
- Nariz del Cielo: La nariz gigante sobrevuela el infierno, absorbiendo las baldosas al azar y que depositando sus equivalentes en el cielo.
- El cielo se va al Infierno en una cesta: Una cesta de pícnic vuela sobre el cielo, recogiendo fichas al azar y depositando sus equivalentes en el infierno.

Las cosas malas pueden ser desactivadas a través del menú en el juego.  Sin embargo, ello disminuye la tasa de alma del jugador a la mitad, lo que significa que la cantidad de dinero que recibe cada año será la mitad de lo normal.

## Perder el juego
Como la mayoría de los juegos de dios, otra vida es abierta y no se han establecido las condiciones para ganar el juego. Sin embargo, pierdes el juego si:
- Ocurre una batalla entre ángeles y demonios si estos están cesantes.
- Al jugador se le queda sin sueldo por mucho tiempo.
- Ocurre un apocalipsis nuclear.
- Un asteroide se estrella al planeta.
- Ocurre otras causas.